# السن الحلو
السن الحلو (بالإنجليزية: Sweet Tooth) هو مسلسل تلفزيوني درامي خيالي أمريكي تم تطويره بواسطة جيم ميكل . وهو مبني على الكتاب الهزلي الذي يحمل نفس الاسم من تأليف جيف ليمير وعرض لأول مرة على نتفليكس في 4 يونيو 2021.
جُدد المسلسل لموسم ثاني.

## فرضية
قبل عشر سنوات ، قتل فيروس "The Great Crumble" العديد من الأشخاص في العالم وأدى إلى ظهور غامض لأطفال هجينين ولدوا في جزء من الإنسان والحيوان.

## روابط خارجية
- السن الحلو على موقع IMDb (الإنجليزية)
- السن الحلو على موقع ميتاكريتيك (الإنجليزية)
- السن الحلو على موقع روتن توميتوز (الإنجليزية)
- السن الحلو على موقع نتفليكس (الإنجليزية)
- السن الحلو على موقع قاعدة بيانات الأفلام العربية
- السن الحلو على موقع كينوبويسك (الروسية)
- السن الحلو على موقع ألو سيني (الفرنسية)
- السن الحلو على موقع قاعدة بيانات الفيلم (الإنجليزية)